# Lijst van voetbalinterlands Denemarken - Noord-Ierland
Deze lijst van voetbalinterlands is een overzicht van alle officiële voetbalwedstrijden tussen de nationale teams van Denemarken en Noord-Ierland. De landen speelden tot op heden veertien keer tegen elkaar. De eerste ontmoeting, een kwalificatiewedstrijd voor het Europees kampioenschap voetbal 1980, werd gespeeld in Belfast op 25 oktober 1978. Het laatste duel, een vriendschappelijke wedstrijd, vond plaats op 7 juni 2025 in Kopenhagen.

## Wedstrijden
| №  | Plaats     | Datum            | Competitie           | Wedstrijd                  | Uitslag |
| -- | ---------- | ---------------- | -------------------- | -------------------------- | ------- |
| 1  | Belfast    | 25 oktober 1978  | EK 1980 kwalificatie | Noord-Ierland – Denemarken | 2 – 1   |
| 2  | Kopenhagen | 6 juni 1979      | EK 1980 kwalificatie | Denemarken – Noord-Ierland | 4 – 0   |
| 3  | Belfast    | 26 maart 1986    | Vriendschappelijk    | Noord-Ierland – Denemarken | 1 – 1   |
| 4  | Belfast    | 17 oktober 1990  | EK 1992 kwalificatie | Noord-Ierland – Denemarken | 1 – 1   |
| 5  | Odense     | 13 november 1991 | EK 1992 kwalificatie | Denemarken – Noord-Ierland | 2 – 1   |
| 6  | Belfast    | 18 november 1992 | WK 1994 kwalificatie | Noord-Ierland – Denemarken | 0 – 1   |
| 7  | Kopenhagen | 13 oktober 1993  | WK 1994 kwalificatie | Denemarken – Noord-Ierland | 1 – 0   |
| 8  | Belfast    | 7 oktober 2000   | WK 2002 kwalificatie | Noord-Ierland – Denemarken | 1 – 1   |
| 9  | Kopenhagen | 1 september 2001 | WK 2002 kwalificatie | Denemarken – Noord-Ierland | 1 – 1   |
| 10 | Kopenhagen | 7 oktober 2006   | EK 2008 kwalificatie | Denemarken – Noord-Ierland | 0 – 0   |
| 11 | Belfast    | 17 november 2007 | EK 2008 kwalificatie | Noord-Ierland – Denemarken | 2 – 1   |
| 12 | Kopenhagen | 16 juni 2023     | EK 2024 kwalificatie | Denemarken – Noord-Ierland | 1 – 0   |
| 13 | Belfast    | 20 november 2023 | EK 2024 kwalificatie | Noord-Ierland − Denemarken | 2 − 0   |
| 14 | Kopenhagen | 7 juni 2025      | Vriendschappelijk    | Denemarken − Noord-Ierland | 2 − 1   |

## Samenvatting
| Competitie        | Totaal gespeeld | Winst Denemarken | Gelijk | Winst Noord-Ierland | Doelsaldo Denemarken – Noord-Ierland |
| ----------------- | --------------- | ---------------- | ------ | ------------------- | ------------------------------------ |
| WK-kwalificatie   | 4               | 2                | 2      | 0                   | 4 − 2                                |
| EK-kwalificatie   | 8               | 3                | 2      | 3                   | 10 − 8                               |
| Vriendschappelijk | 2               | 1                | 1      | 0                   | 3 − 2                                |
| Totaal            | 14              | 6                | 5      | 3                   | 17 − 12                              |

Wedstrijden bepaald door strafschoppen worden, in lijn met de FIFA, als een gelijkspel gerekend.

## Details

### Vierde ontmoeting
| EK 1992 kwalificatie (Belfast, Noord-Ierland, 17 oktober 1990): |       |                        |
| Noord-Ierland                                                   | 1 – 1 | Denemarken             |
| Colin Clarke 58'                                                | goals | 11' (pen.) Jan Bartram |

### Vijfde ontmoeting
| EK 1992 kwalificatie (Odense, Denemarken, 13 november 1991):                                                                                                  |              | |
| Denemarken | 2 – 1        | Noord-Ierland |
| Flemming Povlsen 22' Flemming Povlsen 36' | goals        | 71' Gerry Taggart |
| Richard Møller-Nielsen | bondscoach   | Billy Bingham |
| Peter Schmeichel John Sivebæk Torben Piechnik Henrik Larsen Johnny Mølby Kim Vilfort Kent Nielsen Lars Olsen Kim Christofte Lars Elstrup 52' Flemming Povlsen | opstellingen | Alan Fettis Colin Hill Nigel Worthington Mal Donaghy Gerry Taggart Jim Magilton Stephen McBride Kevin Wilson 66' Colin Clarke Michael Hughes 84' Kingsley Black |
| Frank Pingel 52' | wissels      | 66' Iain Dowie 84' Robbie Dennison |
| - Debuut van Torben Piechnik (B 1903) voor Denemarken. - Debuut van Alan Fettis (Hull City) en Michael Hughes (Manchester City) voor Noord-Ierland.           |              | |

### Zesde ontmoeting
| WK 1994 kwalificatie (Belfast, Noord-Ierland, 18 november 1992):                                                        |       |                   |
| Noord-Ierland | 0 – 1 | Denemarken        |
| | goals | 51' Henrik Larsen |
| - Debuut van Phil Gray (Luton Town) voor Noord-Ierland. - Debuut van Jakob Kjeldberg (Silkeborg IF) voor Noord-Ierland. |       |                   |

### Zevende ontmoeting
| WK 1994 kwalificatie (Odense, Denemarken, 13 oktober 1993): |       |               |
| Denemarken                                                  | 1 – 0 | Noord-Ierland |
| Brian Laudrup 83'                                           | goals |               |

### Achtste ontmoeting
| WK 2002 kwalificatie (Belfast, Noord-Ierland, 7 oktober 2000): |       |                      |
| Noord-Ierland                                                  | 1 – 1 | Denemarken           |
| David Healy 38'                                                | goals | 63' Dennis Rommedahl |

### Negende ontmoeting
| WK 2002 kwalificatie (Odense, Denemarken, 1 september 2001): |       |                    |
| Denemarken                                                   | 1 – 1 | Noord-Ierland      |
| Dennis Rommedahl 3'                                          | goals | 73' Philip Mulryne |

### Tiende ontmoeting
| EK 2008 kwalificatie (Kopenhagen, Denemarken, 7 oktober 2006): |       |               |
| Denemarken                                                     | 0 – 0 | Noord-Ierland |
|                                                                | goals |               |

### Elfde ontmoeting
| EK 2008 kwalificatie (Kopenhagen, Denemarken, 17 november 2007): |       |                      |
| Noord-Ierland                                                    | 2 – 1 | Denemarken           |
| Warren Feeney 62' David Healy 80'                                | goals | 51' Nicklas Bendtner |

DBU · A-internationals · Selecties · Bondscoaches · Deens vrouwenelftal · Olympisch elftal · Denemarken U21 · Denemarken U20 · Denemarken U19 · Denemarken U18 · Denemarken U17 · Denemarken U16 · Vrouwen U17
1908 – 1919 ·
1920 – 1929 ·
1930 – 1939 ·
1940 – 1949 ·
1950 – 1959 ·
1960 – 1969 ·
1970 – 1979 ·
1980 – 1989 ·
1990 – 1999 ·
2000 – 2009 ·
2010 – 2019 ·
2020 − 2029
EK's: 1964 · 
1984 · 
1988 · 
1992 · 
1996 · 
2000 · 
2004 · 
2012 · 
2020 · 
2024
WK's: 1986 · 
1998 · 
2002 · 
2010 · 
2018 · 
2022
OS: 1908 · 
1912 · 
1920 · 
1948 · 
1952 · 
1960 · 
1972 · 
1992 · 
2016
1908 · 
1909 · 
1910 · 
1911 · 
1912 · 
1913 · 
1914 · 
1915 · 
1916 · 
1917 · 
1918 · 
1919 · 
1920 · 
1921 · 
1922 · 
1923 · 
1924 · 
1925 · 
1926 · 
1927 · 
1928 · 
1929 · 
1930 · 
1931 · 
1932 · 
1933 · 
1934 · 
1935 · 
1936 · 
1937 · 
1938 · 
1939 · 
1940 · 
1941 · 
1942 · 
1943 · 
1944 · 
1946 · 
1947 · 
1948 · 
1949 · 
1950 · 
1952 · 
1952 · 
1953 · 
1954 · 
1955 · 
1956 · 
1957 · 
1958 · 
1959 · 
1960 · 
1961 · 
1962 · 
1963 · 
1964 · 
1965 · 
1966 · 
1967 · 
1968 · 
1969 · 
1970 · 
1971 · 
1972 · 
1973 · 
1974 · 
1975 · 
1976 · 
1977 · 
1978 · 
1979 · 
1980 · 
1981 · 
1982 · 
1983 · 
1984 · 
1985 · 
1986 · 
1987 · 
1988 · 
1989 · 
1990 ·
1991 · 
1992 · 
1993 · 
1994 · 
1995 · 
1996 · 
1997 · 
1998 · 
1999 · 
2000 · 
2001 · 
2002 · 
2003 · 
2004 · 
2005 · 
2006 · 
2007 · 
2008 · 
2009 · 
2010 · 
2011 · 
2012 · 
2013 · 
2014 · 
2015 · 
2016 · 
2017 · 
2018 ·
2019 ·
2020 ·
2021 ·
2022 ·
2023
Albanië ·
Algerije ·
Argentinië ·
Armenië ·
Australië ·
België ·
Bermuda ·
Bosnië en Herzegovina · 
Brazilië ·
Bulgarije ·
Canada ·
Chili ·
Cyprus ·
DDR ·
Duitsland ·
Ecuador ·
Egypte ·
Engeland ·
Estland ·
Faeröer · 
Finland · 
Frankrijk ·
Gambia ·
Georgië ·
Ghana ·
Gibraltar ·
GOS ·
Griekenland ·
Honduras ·
Hongarije ·
Hongkong ·
Ierland ·
IJsland ·
Indonesië ·
Iran ·
Israël ·
Italië ·
Japan ·
Joegoslavië ·
Kameroen ·
Kazachstan ·
Kosovo · 
Kroatië · 
Letland ·
Liechtenstein ·
Litouwen ·
Luxemburg ·
Malta ·
Marokko ·
Mexico ·
Moldavië · 
Montenegro · 
Nederland ·
Nederlandse Antillen ·
Nigeria ·
Noord-Ierland ·
Noord-Macedonië ·
Noorwegen ·
Oekraïne ·
Oostenrijk ·
Panama ·
Paraguay ·
Peru ·
Polen ·
Portugal ·
Roemenië ·
Rusland ·
San Marino ·
Saoedi-Arabië ·
Schotland ·
Senegal ·
Servië ·
Singapore ·
Slovenië ·
Slowakije ·
Sovjet-Unie ·
Spanje ·
Suriname ·
Thailand ·
Togo · 
Tsjechië ·
Tsjecho-Slowakije ·
Tunesië · 
Turkije · 
Uruguay ·
Verenigde Arabische Emiraten ·
Verenigde Staten ·
Wales ·
Wit-Rusland ·
Zuid-Afrika ·
Zuid-Korea ·
Zweden ·
Zwitserland
Argentinië (1995) · 
Australië (2018) ·
Australië (2022) · 
België (2021) · 
Duitsland (1992) · 
Duitsland (2012) · 
Engeland (2021) · 
Finland (2021) · 
Frankrijk (2002) · 
Frankrijk (2018) · 
Japan (2010) · 
Kameroen (2010) · 
Kroatië (2018) · 
Nederland (2010) · 
Nederland (2012) · 
Peru (2018) · 
Portugal (2012) · 
Rusland (2021) · 
Senegal (2002) · 
Tsjechië (2021) · 
Uruguay (2002) · 
Wales (2021)
IFA · A-internationals · Selecties · Bondscoaches · Noord-Iers vrouwenelftal · Brits olympisch elftal · N-Ierland U21 · N-Ierland U20 · N-Ierland U19 · N-Ierland U18 · N-Ierland U17 · N-Ierland U16
1882 – 1899 ·
1900 – 1919 ·
1920 – 1929 ·
1930 – 1939 ·
1940 – 1949 ·
1950 – 1959 ·
1960 – 1969 ·
1970 – 1979 ·
1980 – 1989 ·
1990 – 1999 ·
2000 – 2009 ·
2010 – 2019 ·
2020 – 2029
EK 2016
WK 1958 · 
WK 1982 · 
WK 1986
1921 · 
1922 · 
1923 · 
1924 · 
1925 · 
1926 · 
1927 · 
1928 · 
1929 · 
1930 · 
1931 · 
1932 · 
1933 · 
1934 · 
1935 · 
1936 · 
1937 · 
1938 · 
1939 · 
1940 · 1941 · 1942 · 1943 · 1944 · 1945 · 
1946 · 
1947 · 
1948 · 
1949 · 
1950 · 
1952 · 
1952 · 
1953 · 
1954 · 
1955 · 
1956 · 
1957 · 
1958 · 
1959 · 
1960 · 
1961 · 
1962 · 
1963 · 
1964 · 
1965 · 
1966 · 
1967 · 
1968 · 
1969 · 
1970 · 
1971 · 
1972 · 
1973 · 
1974 · 
1975 · 
1976 · 
1977 · 
1978 · 
1979 · 
1980 · 
1981 · 
1982 · 
1983 · 
1984 · 
1985 · 
1986 · 
1987 · 
1988 · 
1989 · 
1990 ·
1991 · 
1992 · 
1993 · 
1994 · 
1995 · 
1996 · 
1997 · 
1998 · 
1999 · 
2000 · 
2001 · 
2002 · 
2003 · 
2004 · 
2005 · 
2006 · 
2007 · 
2008 · 
2009 · 
2010 · 
2011 · 
2012 · 
2013 · 
2014 · 
2015 · 
2016 · 
2017 · 
2018 · 
2019 · 
2020 · 
2021 ·
2022 ·
2023 ·
2024
Albanië ·
Algerije ·
Andorra ·
Argentinië ·
Armenië ·
Australië ·
Azerbeidzjan ·
Barbados ·
België ·
Bosnië en Herzegovina ·
Brazilië ·
Bulgarije ·
Canada ·
Chili ·
Colombia ·
Costa Rica ·
Cyprus ·
Denemarken ·
Duitsland ·
Engeland ·
Estland ·
Faeröer ·
Finland ·
Frankrijk ·
Georgië · 
Griekenland ·
Honduras ·
Hongarije ·
Ierland ·
IJsland ·
Israël ·
Italië ·
Joegoslavië ·
Kazachstan ·
Kosovo ·
Kroatië ·
Letland ·
Liechtenstein ·
Litouwen ·
Luxemburg · 
Malta ·
Marokko ·
Mexico ·
Moldavië ·
Montenegro ·
Nederland ·
Nieuw-Zeeland ·
Noorwegen ·
Oekraïne ·
Oostenrijk ·
Panama ·
Polen ·
Portugal ·
Qatar ·
Roemenië ·
Rusland ·
Saint Kitts en Nevis ·
San Marino ·
Schotland ·
Servië ·
Servië en Montenegro ·
Slovenië ·
Slowakije ·
Sovjet-Unie ·
Spanje ·
Thailand ·
Trinidad en Tobago ·
Tsjechië ·
Tsjecho-Slowakije ·
Turkije ·
Uruguay ·
Verenigde Staten ·
Wales ·
Wit-Rusland · 
Zuid-Korea ·
Zweden ·
Zwitserland
Frankrijk (1982) · Oekraïne (2016) · Oostenrijk (1982) · Polen (2016)